# Offerdals tingslag
Offerdals tingslag var ett tingslag i Jämtlands län i Jämtland.
Offerdals tingslag existerade tidigast 1670. Tingslaget upphörde 1916 då verksamheten överfördes till Undersåkers och Offerdals tingslag. 
Tingslaget ingick till 1812 i Jämtlands domsaga, mellan 1812 och 1879 i Norra Jämtlands domsaga och från 1879 i Jämtlands västra domsaga. 1679 tillfördes området för det avskaffade Alsens tingslag.

## Socknar
Offerdals tingslag omfattade tre socknar.
- Offerdals socken
- Alsens socken (före 1679 i Alsens tingslag)
- Mattmars socken (före 1679 i Alsens tingslag)